# 托季马区
托季马区（俄语：Тотемский район）是俄罗斯联邦沃洛格达州下辖的一个区，其行政中心为托季马。据2016年统计，该区的人口为22944人。